# 横林镇 (常州市)
横林镇，是中华人民共和国江苏省常州市武进区下辖的一个乡镇级行政单位。现实际属于常州经济开发区管理。

## 行政区划
横林镇下辖以下地区：
牛塘社区、横林社区、下塘社区、昌盛社区、崔桥社区（含崔桥村村委）、瑞丰社区、余巷村、狄坂村、顺庄村、江村、红联村、新东方村、林南村、南方村、青司塘村、镇西村、庆丰村、卫星村、双蓉村和崔北村。

## 交通线路
主要公交线路为常州公交17路(开往红梅公交中心站)、63路(开往常州客运中心)、518路(开往湖塘镇)。
横林镇有预留沪宁城际铁路车站横林站，截至2023年12月尚未建设。

## 著名企业
江苏中天钢铁集团，总部位于横林镇中吴大道。